# كارل فان هورن
كارل فان هورن (بالإنجليزية: Carl van Horn)‏ هو مهندس أمريكي، ولد في 7 مايو 1933، وتوفي في 17 يوليو 2017.